# Benkadi (Dioila)
Benkadi es una localidad y comuna del círculo de Dioila, región de Kulikoró, Malí. Su población era de 8.482 habitantes en 2009.